# احمدرضا امامی
احمدرضا امامی (زاده یکم آبانماه ۱۳۶۷) مبارز هنرهای رزمی ترکیبی و عضو تیم ملی سامبو ایران است. وی موفق به کسب کمربند قهرمانی هنرهای رزمی ترکیبی از سازمان بین‌المللی King of Kings در سال ۲۰۲۱شده‌است.

## پیشینه
احمدرضا امامی از سال ۱۳۷۲ فعالیت‌های ورزشی خود را از رشته ورزشی ژیمناستیک آغاز کرد و در سال ۱۳۷۴ قهرمان مسابقات ژیمناستیک نونهالان ایران شد. از سال ۱۳۷۵ به دلیل علاقه به رشته‌های رزمی، وارد رشته ورزشی کاراته شد و در سال ۱۳۷۷ قهرمان مسابقات کاراته نوجوانان ایران شد. از سال ۱۳۸۰ وارد رشته ورزشی ووشو شد و در سال ۱۳۸۳ به عضویت تیم ملی جوانان در رشته ورزشی ووشو درآمد. پس از چند سال فعالیت در این رشته ورزشی و حضور در لیگ برتر ووشو ایران و چندین مسابقه برون مرزی و کسب عناوین مختلف، وارد رشته ورزشی سامبو که شباهت زیادی به ورزش MMA دارد شد و به عضویت تیم ملی سامبو ایران درآمد و همراه با این تیم در مسابقات مختلف جهانی و آسیایی شرکت کرد.
احمدرضا امامی پس از پیروزی‌های پیاپی در سازمان KOK fights توانست در بازی پنجم خود موفق شد بر حریف خود غلبه کند و به عنوان اولین و تنها ایرانی کمربند قهرمانی مسابقات MMA سازمان اروپایی KOK fights یا همان KING OF KINGS را دریافت کند.